# Masacre de Atzmona
La Masacre de Atzmona fue un Atentado terrorista que tuvo lugar la noche del 7 de marzo de 2002 en la Escuela Preparatoria Premilitar Otzem en Atzmona, Gush Katif, en el que cinco de los estudiantes del seminario fueron asesinados y veintitrés resultaron heridos.

## Antecedentes
El atentado tuvo lugar durante el mes de marzo de 2002. Durante este mes se produjeron muchos atentados en todo Israel y murieron un total de 135 israelíes. Este mes fue llamado por muchos la "Marcha Negra". La multitud de incidentes de seguridad que se produjeron en él, centrados en el atentado del Park Hotel, provocaron el lanzamiento de la Operación Escudo Defensivo para erradicar los nidos de terrorismo en los territorios de Judea y Samaria. 

### El lugar del ataque
La Escuela Preparatoria Premilitar fue establecida en Atzmona, Gush Katif, en 1991, por el rabino Rafi Peretz, un residente del asentamiento. Estaba ubicada en un recinto cercado en el borde del asentamiento cerca de la escuela local (Talmud Torá). En 2002, 120 estudiantes asistieron a la escuela preparatoria.

## Ataque
El 7 de marzo de 2002, alrededor de las 23:30 horas, un terrorista del campo de refugiados de Jabalia, armado con armas automáticas, entró en el territorio del asentamiento de Atzmona en la parte sur de la Franja de Gaza. El terrorista ingresó al asentamiento desde el territorio de la vecina aldea árabe de Hamuasi, cortando un pasaje en el alambre de púas que rodeaba Atzmona. Luego fue al edificio de cursos de formación para el servicio militar ("mekhina kdam-tsvait") Habiendo entrado en la sala destinada al estudio de los textos religiosos, el terrorista abrió fuego con un rifle de asalto Kalashnikov a los estudiantes que estudiaban en el edificio y arrojó varias granadas. Después de eso, salió corriendo a la calle y comenzó a disparar contra los transeúntes y las casas. hasta que fue asesinado a tiros por uno de los residentes del asentamiento, miembro de las Fuerzas de Defensa de Israel. Pasaron entre 10 y 20 minutos desde que comenzó el ataque hasta la muerte del atacante, tiempo durante el cual logró vaciar 9 cargadores automáticos y lanzar 7 granadas
El ataque mató a cinco israelíes, todos de 18 años: Arik Kruglyak de Beit El, Ariel Zana, Eran Pikar (un inmigrante francés), Asher Markus de Jerusalén y Tal Kurzweil de Bnei Brak. 23 personas resultaron heridas, cuatro de gravedad. Los heridos fueron trasladados al hospital Soroka en Beerseba.

## Circunstancias y hechos posteriores
Las Brigadas de Ezzeldin Al-Qassam el ala militar del movimiento Hamás reivindicó el ataque. El terrorista fue identificado como Muhammad Fathi Farhat de 19 años nativo de Gaza.
Al día siguiente del atentado de Atzmona, las FDI llevaron a cabo importantes operaciones en la Franja de Gaza en busca de otros militantes. Las operaciones de las FDI mataron a 16 palestinos en dos pueblos cercanos a Jan Yunis, en el sur de la Franja, entre ellos el jefe de la agencia de policía comunitaria de la zona, el general  Ahmad Mufrij, que se convirtió en el hombre palestino de mayor rango asesinado desde el comienzo de la intifada de Al Aqsa. Otros cuatro palestinos murieron por disparos israelíes desde barcos y helicópteros contra una comisaría de policía al norte de Gaza.
Más tarde se supo que el aspirante a terrorista suicida había sido adiestrado ideológicamente por su propia madre, Maryam Muhammad Yusif Farhat, ahora más conocida como Umm Nidal. La víspera del atentado, filmó un vídeo con Muhammad en el que bendecía sus futuras acciones, que se hizo público tras su muerte. Además de Muhammad Farhat, otros dos hijos de Umm Nidal murieron mientras preparaban acciones hostiles contra Israel: el hijo mayor, Nidal, mientras preparaba un atentado terrorista (él y otros cinco miembros de Hamás estaban trabajando en un dron cargado de explosivos), y un tercer hijo Ruadh en un coche que transportaba un cohete Qassam y al que dispararon soldados israelíes Durante la primera Intifada, Farhat escondió en su casa durante 14 meses a uno de los comandantes de las Brigadas Izz al-Din al-Qassam, Imad Akel. Muhammad Farhat, que había presenciado cómo Akel se preparaba con sus socios para actuar contra los israelíes, se convirtió en su discípulo y en miembro de las Brigadas Izz al-Din al-Qassam ya a la edad de siete años. Más tarde, en una entrevista, Maryam Farhat describió cómo fomentó el amor a la Yihad en sus hijos, que se unieron al ala militar de Hamás en su totalidad. En septiembre de 2002, las Fuerzas de Defensa de Israel destruyeron la casa de la familia Farhat en Gaza para evitar futuros ataques. En 2006, Umm Nidal, tras la muerte de Ruadh, proclamó que quería ver a sus otros cuatro hijos también como mártires. fue elegida miembro del Consejo Legislativo Palestino de Hamás.